# Mario Francis
Pour les articles homonymes, voir Francis.
Mario Francis, pseudonyme de Mario Lemieux, est un écrivain québécois,.

## Biographie

### Jeunesse
Mario Francis est né à Montréal en juin 1967. Durant sa jeunesse, entre ses neuf et dix ans, passionné par la lecture, Mario sait déjà qu'il veut devenir écrivain,. Il était un grand rêveur, c'était principalement ce qui lui posait défaut à ses études et le rendait mauvais élève.

### Carrière
Mario Francis est né à Montréal en juin 1967. Il est artiste peintre, auteur, compositeur interprète et écrivain.
Le premier janvier 2004, Mario Lemieux et Michel Brûlé signent un contrat d'édition. L'écrivain, qui travaille dans une entreprise de transport en commun où il entretient des véhicules dans la Rive-Sud, adopte le nom de plume de Mario Francis et prend un congé sans solde pour écrire son premier livre pour Les Intouchables,.
En 2018, il reçoit le prix Hackmatack 2018.

### Publications
En 2002, l'auteur québécois publie Le Livre de Poliakov, un roman d'horreur pour adultes,. De 2004 à 2008, il est l'auteur de la série de romans Leonis, un roman fantastique se déroulant en Égypte antique. En 2009, il est le scénariste de la série de bandes dessinées pour enfants Patof, inspirée du même personnage. En 2012, il est l'auteur de la série de livres Krialnar, une série de tomes fantastiques se passant dans le futur.

## Œuvres littéraires
- La série Le Livre de Poliakov compte un total de 3 œuvres littéraires publiées en 2002[8],[1]. Il raconte une histoire horrifique avec des références à l'occulte[8],[10].
- La série Leonis compte un total de 12 tomes publiés de 2004 à 2008[11],[12]. Elle raconte l'aventure d'un esclave devenu divinité dans le royaume de l'Égypte antique[13].
- La série Patof compte un total de 3 bandes dessinées publiées en 2009[14],[15]. Elles racontent les aventures de Patof[16].
- La série de livres Krialnar est une série de livres fantastiques de deux tomes se passant dans le futur[9]. Les deux tomes ont paru le même jour le 13 Avril 2012[17],[18].

### liens externes
- VIAF
- ISNI
- BnF (données)
- LCCN
- WorldCat